# Sören Biörn
Sören Biörn (* 18. September 1744 in Astrup bei Ribe, Herzogtum Schleswig; † 26. Oktober 1819 in Danzig, Westpreußen) war ein preußischer Beamter dänischer Herkunft. An der Danziger Bucht entwickelte er eine Methode zur Befestigung von Küstendünen.

## Hintergrund
Als russische Truppen um 1734 die Dünenwälder auf den Nehrungen zur Teergewinnung abgeholzt hatten, wehten Nordstürme ganze Dünenabschnitte ins Frische Haff. Vereiste Mündungsarme der Flüsse und nachdrängende Wassermassen aus dem Binnenland verschlimmerten die Lage. Am meisten fürchteten die Bewohner dieser Landstriche den Dünendurchbruch, die direkte Verbindung von Ostsee und Haff. So war 1497 das Pillauer Tief entstanden. Um 1765 waren erste Versuche gescheitert, den Flugsand durch ausgesäten Strandhafer zu binden. Im Jahr 1840 durchbrach die Weichsel die Dünen der Danziger Nehrung bei Neufähr.

## Leben
Biörns Eltern waren der Gemeindevorsteher Peter Biörn und seine Frau Ancke Iversdatter Lorenzen. Beide starben früh. An Geografie, Naturkunde und Landwirtschaft interessiert, erhielt Sören Privatunterricht beim Prediger in Astrup. Nach einer kurzen kaufmännischen Ausbildung in Kopenhagen ging er 1768 nach Danzig, in das mit dem Königreich Dänemark Handel treibende Kontor des Kaufmanns Grube. Er machte sich 1770 selbständig und heiratete 1771 Susanna Konstantia Gebhardt, Tochter des Predigers in Weichselmünde.

### Küstenschutz in Danzig
Im Jahr 1778 war er Gast- und Landwirt in Gischkau. Später ging er nach Danzig und nahm sich der kahlen Küstendünen und ihrer Folgen an. Wirtschaftliche Sicherheit gaben ihm Tätigkeiten für den Rat der Stadt, ab 1784 als Agent im preußischen Neufahrwasser  und 1791 als Inspektor des Krantors. In allen Einzelheiten erkundete er das Gelände und seinen Bewuchs. Vier Jahre lang beschäftigte er sich mit dem Dünenschutz in Jütland. Nach Beobachtungen aus seiner dänischen Heimat und im Anschluss an die Lehren von Johann Daniel Titius in Wittenberg und Erik Nissen Viborg in Kopenhagen bepflanzte er 1795 versuchsweise ein Stück bei der Festung Weichselmünde mit Strandrohr. Riedgras und Strauchwerk gingen an und fesselten den Flugsand. Dem Danziger Magistrat berichtete er von den Erfolgen. Im Jahr 1796 schlug er der königlichen Regierung in Marienwerder in einer Denkschrift vor, Vorgelände und Vordüne mit wildem Roggen, Sandhafer u. ä. zu bepflanzen, um das Wachsen und Wandern der Hauptdüne zu unterbinden. Von der Regierung mit der Fortsetzung seiner Bemühungen beauftragt, richtete er in einem Sumpfgebiet eine Baumschule ein. Er zog Pflanzen, Büsche und Bäume. Sein erster größerer Versuch auf einem 30 Morgen großen Gelände bei Weichselmünde gelang. Kriech-Weiden und Berberitzen schützten die frischen Pflanzungen. Die Bevölkerung in den kleinen Dörfern stand Biörns Bemühungen zunächst ablehnend gegenüber und lehnte Hilfe ab; Biörn ließ sich aber nicht beirren. In der National-Zeitung der Deutschen hieß es 1798:

„Unser rastloser Biörn macht, weil er ein aufmerksamer Beobachter der Natur ist, immer mehr Erfahrungen und sucht seinem angefangenen Werk immer mehr Vollkommenheit abzugewinnen. Das Stück, welches er im Frühling und Herbst 1797 bepflanzte, beträgt 300 Ruthen Länge. Außer einer Menge Sandpflanzen steht schon eine Allee von 600 Kopfweiden, Ahorn, Fichten, Eschen, Birken, Ellern, und sie scheinen die dürre Gegend in einen Garten verwandelt zu haben und alles wuchs so kräftig, dass, so oft ich die jungen Pflanzen sah, ich mich innigst freute über den guten Fortgang einer Sache, die für die Nachwelt von so großem Nutzen ist.“

In einem Waldstück aus Saatgut angezogene Robinien verpflanzte er ab einer gewissen Größe auf die Dünen. Seinen Garten in Heubude und weitere zwischenzeitlich geschaffene Baumschulen nutzte er für die Erprobung weiterer Pflanzen und den Anbau von Stecklingen. Die öffentliche Anerkennung blieb nicht aus. Auch die Dünen auf der Kurischen Nehrung begann man nach Biörns Erfahrungen und Empfehlungen zu befestigen. Eine Kommission unter Leitung von Friedrich Leopold von Schrötter – in Berlin Minister für Ostpreußen – überprüfte 1798 Biörns Ergebnisse. Nach ihrer Anordnung sollte das Land zuerst da gerettet werden, wo die größte Gefahr drohte. Biörn schickte Zeichnungen und Pläne, ließ Zäune im Zickzack aufstellen und die Sanddünen in Zwischenräumen von 16–20 Fuß mit Strauchzäunen besetzen. In den Zwischenräumen von 300 Ruten Länge und 120 Ruten Breite wurden Millionen Sandpflanzen und tausende Bäume gepflanzt. Der Orkan vom 9./10. Dezember 1797 hinterließ keine spürbaren Schäden. In Danzig beginnend, hatte Biörn bis 1801 eine Strecke von zwei Meilen bepflanzt. Die königliche Regierung ernannte ihn 1798 zum „Ober-Plantagen-Inspektor“ und vor 1803 zum Kammer-Kommissionsrat.

### Memel
Sören Biörn inspizierte die Dünen bis Memel. Dort drohte die Versandung des Hafens. Unlängst entdeckte Unterlagen belegen Biörns Aktivitäten in Memel zwischen dem 9. Juni 1802 und dem 14. April 1804. Für die Stadt schrieb er vor, dass „alle Erhöhungen durch Zäune und Bepflanzungen zu Dekkung des inneren Landes ganz nahe am unteren Ufer“ zu erfolgen hatten. In einem Gutachten vom 9. Juni 1802 empfahl er die weitere Anwendung seiner Methode: Erhöhung des Terrains durch mehrere hintereinander liegende Zäune zum Sandfangen sowie Bepflanzung der Zwischenräume. Er erhielt am 27. September 1802 den Auftrag und begann mit den ersten Arbeiten bei Memel. In einem weiteren Gutachten vom 14. Mai 1803 präzisierte er seine Vorschläge zur Sicherung des Memeler Hafens. Die Kosten für Material, Pflanzen und Arbeit veranschlagte er mit 6000 Talern. Am 31. August 1803 berichtete er dem Oberförster Roth Jester über die positiven Ergebnisse einer Inspektionsreise am 27. September 1802. Mit Schreiben vom 31. August 1803 empfahl er, die vorgesehenen Arbeiten seinem Schüler Neith anzuvertrauen. Der führte als Hafenbauinspektor die Arbeiten für die Regierung der Provinz fort.

### Lebenswerk
Längere Pausen – zur Zeit der Republik Danzig nach dem Vierten Koalitionskrieg – machten Biörns Werk fast zunichte. Trotzdem konnte er seine Arbeit auf den Nehrungen bis zu seinem Tode fortsetzen. Als er 1819 mit 76 Jahren gestorben war, wurden die Pflanzungen fortgesetzt. Die Sicherung der Küstendünen der Ostsee beschäftigte im 19. und 20. Jahrhundert tausende Menschen.

### Heubude
Neben seinen Baumschulen errichtete Biörn am Großen Heidsee bei Heubude einen öffentlichen Garten. Er bestand aus einem Tierpark, einem Vogelhaus mit exotischen Vögeln, einem botanischen Garten und einem Gewächshaus mit beheiztem Wasserbecken. Er zeigte eine Sammlung von Korallen und Mineralien sowie eine große Sammlung von Muscheln in einer Grotte. Zu den ethnographischen Exponaten gehörten eine Hütte der Inuit mit zwei in Leder gekleideten Holzstatuen ihrer Bewohner und einer Bank aus Walrippen. Vor seinem Tod übergab er die Exponate an die Naturforschende Gesellschaft. Sein Sohn Sören Björn (1777–1846) erweiterte die Sommerfrische entlang der Ufer des Sees. Dazu gehörte ein Anleger für Ruderboote am Westufer und ein Gasthaus. Im Jahr 1846 kaufte Julius Specht die Anlage und baute Spechts-Établissement zum ersten Kurhaus des Ausflugsorts aus.

## Ehrungen
Die Mecklenburgische Landwirthschafts-Gesellschaft wählte ihn 1802 zum Ehrenmitglied und verlieh ihm ihr Diplom.

## Erbwalter
Biörns zweiter Sohn wurde Plantagen-Inspektor für die Küsten Pommerns. Die Arbeiten in Westpreußen führte der Dünen-Bauinspektor G. C. A. Krause weiter. Zwei Generationen nach Sören Biörn war Wilhelm Franz Epha der nächste große Befestiger der Wanderdünen auf den Nehrungen.

## Werke
- Heckingborn ein Schauspiel in fünf Aufzügen / von P. A. Heiberg, aus dem Dänischen übersetzt. - Troschel, Danzig, 1795.
- Bemerkungen über die vormahlige und gegenwärtige Lage und Beschaffenheit der preußischen und danziger südbaltischen Ufer wie auch über die Entstehung der nehrungschen Halbinseln und über den Ursprung des Bernsteins, welcher an diesen Ufern gefunden wird. Troschel, Danzig 1803.
- Uebersicht der vortheilhaftesten Behandlung und Benutzung der preussischen Weidenarten. Troschel, Danzig 1804.
- Rzut oka na pożytki z przyzwoitego traktowania wierzb pruskich wynikające przez P. król prusk. Ferd. Troszela, Gdańsk 1804.
- Über die vortheilhafteste Behandlungsmethode bei Besamung und Bepflanzung der Kiefern auf magern, vorzüglich auf ganz sandigen Boden, Sandschollen und Sanddünen, als die einzige nach vorhergegangener Bepflanzung, dauerhafte Sicherung der Nehrungschen Ufer. Troschel, Danzig 1807.
- Bemerkungen über die vormahlige und gegenwärtige Lage und Beschaffenheit der preußischen und danziger südbaltischen Ufer …. Troschel, Danzig 1808.